# El Grande
El Grande — це єврогра для 2–5 гравців, розроблена Вольфґанґом Крамером і Ріхардом Ульріхом, яка була вперше випущена в 1995 році німецьким видавництвом Hans im Glück, англійською мовою — Rio Grande Games, а українською — Feelindigo. Ігрове поле зображує Іспанію епохи ренесансу, де знать (Гранди) борються за контроль над дев'ятьма регіонами. El Grande отримала високі оцінки за механіку контролю територій і в 1996 році здобула премії Spiel des Jahres і Deutscher Spiele Preis. Після випуску гри було опубліковано кілька доповнень і альтернативних версій.

## Ігровий процес
Гра складається з дев'яти раундів. У грі немає кубиків, і гравці мають багато можливостей впливати на порядок ходу. Основне джерело випадковості в грі — це карти дій, які викладаються кожен хід, але ефект цієї випадковості є мінімальним, оскільки ці карти потенційно можуть бути використані будь-яким гравцем.
Кожен гравець починає з набором карт, пронумерованих від 1 до 13. Ці карти використовуються для визначення порядку ходів: гравець, який зіграє найвищу карту, вибирає карту дії першим і так далі. Однак кожну карту можна використовувати лише один раз за гру. Під час кожного ходу гравці отримують кабальєро і виконують карту дії, яка включає дві дії: спеціальну дію та розміщення кабальєро. Під час трьох з дев'яти раундів відбувається підрахунок очок, який включає вибір таємних регіонів, підрахунок очок за Кастільо (вежа, куди розміщуються кабальєро), переміщення кабальєро з Кастільо в таємні регіони та підрахунок очок за інші регіони. Основний виклик гри полягає в тому, щоб стежити за багатьма факторами, що впливають на баланс сил у регіонах та на трек очок.

## Оцінка
Після виходу механіка контролю територій гри отримала схвальні відгуки. Джеффрі Енгельштейн, у своїй книзі Building Blocks of Tabletop Game Design, описав її як «витончений приклад європейської дизайнерської думки, застосованої до ігор у стилі американських конфліктів». Крістіан Т. Петерсен зазначив: «El Grande показала мені, наскільки глибокий може бути дизайн, коли прості механізми гармонійно поєднуються — принцип, який лежить в основі німецької школи дизайну». Мікко Саарі з Lautapeliopas також високо оцінив повторюваність гри і її компоненти, але критикував масштабованість під час гри менш ніж чотирма гравцями. Dicebreaker також описав гру як «класичну гру, перевірену часом та нагороджену численними преміями». Схожі думки висловлювали оглядачі польських порталів Polter і GamesFanatic.
Гра отримала нагороду Spiel des Jahres у 1996 році. Журі відзначило стратегію, «чітко структуровану» механіку, дизайн ігрового поля художниці Доріс Маттеус та «добре пояснені» правила, попри складність гри. Журі зазначило, що, хоча в грі є елемент випадковості, основну роль відіграє контроль гравця. Стюарт Вудс у своїй праці Eurogames: The Design, Culture and Play of Modern European Board Games описав її як «відносно складну» у порівнянні з іншими лауреатами. El Grande також отримала нагороду Deutscher Spiele Preis у 1996 році.

## Доповнення
Після випуску El Grande, було випущено кілька доповнень, зокрема Konig & Intrigant у 1997 році, яке замінило кілька карт дій і сил. Також того ж року було видано Grand Inquisitor & Colonies, яке додало нові регіони, а пізніше вийшло доповнення Grandissimo, що додало нові карти дій. У 1998 році вийшла гра El Caballero, заснована на El Grande, яку журі Spiel des Jahres описало як «незалежну, привабливу гру на розміщення».